# Шахта імені Ф. Е. Дзержинського
ДВАТ «Шахта ім. Ф. Е. Дзержинського». Входить до ДХК «Ровенькиантрацит». Розташована у місті Ровеньки Луганської області.
Стала до ладу в 1931 р. Реконструйована у 1989 р. У 2003 р виробнича потужність 400 тис.т вугілля на рік, а видобуто 1,287 млн т.
Шахтне поле розкрите 3-а похилими і 1 вертикальним стволом на глибину 1027 м. У 2003 р розроблялися пласти h8, h7 потужністю 1,3-1,5 м.
Адреса: 94705, м. Ровеньки, Луганської обл.